# Estância

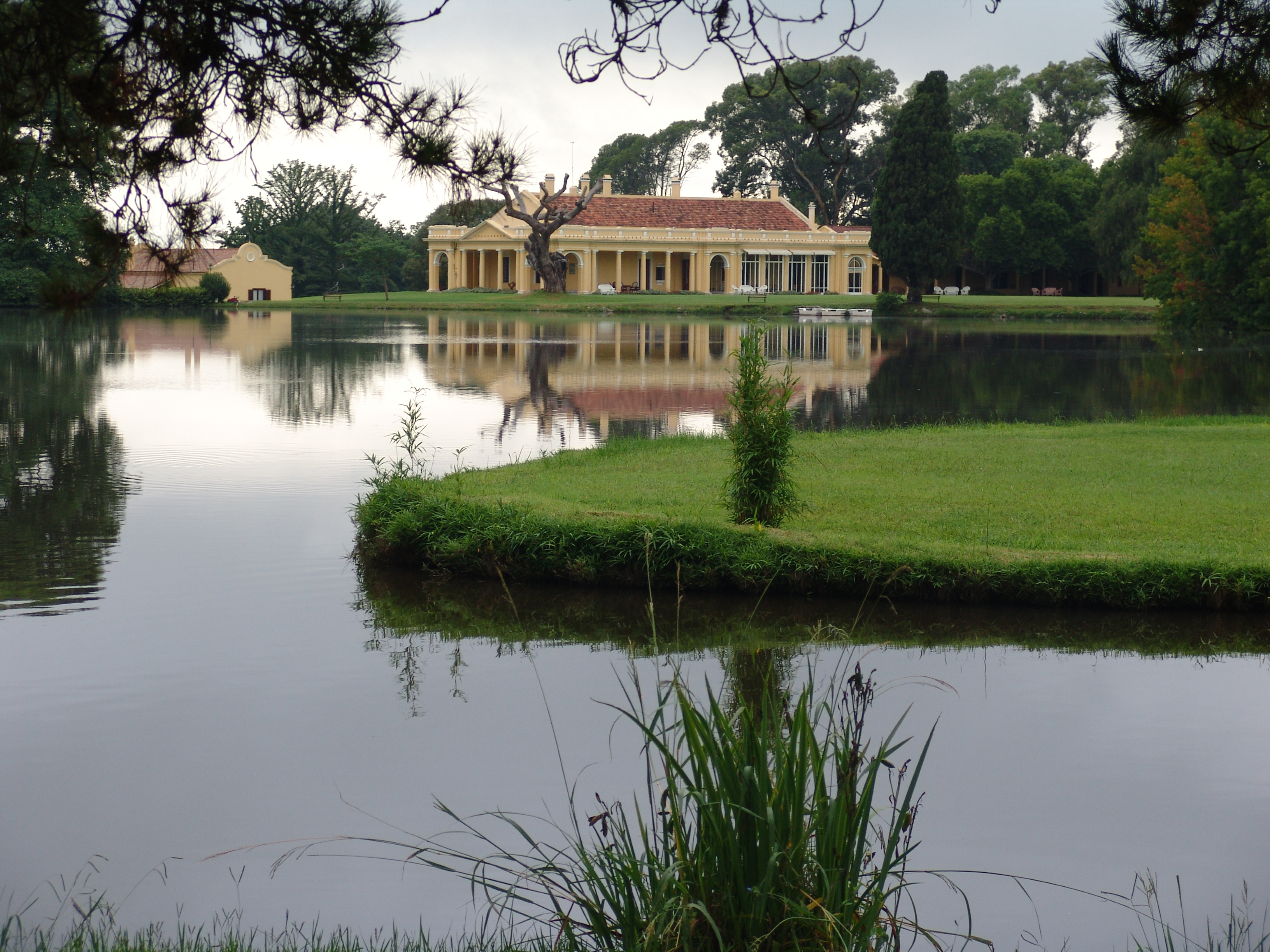
Estância na Argentina.

No Cone Sul, estância (do espanhol rioplatense estancia) é o estabelecimento rural destinado especialmente à criação de gado bovino, podendo haver também ovinos ou equinos. As áreas plantadas são para manutenção da atividade.

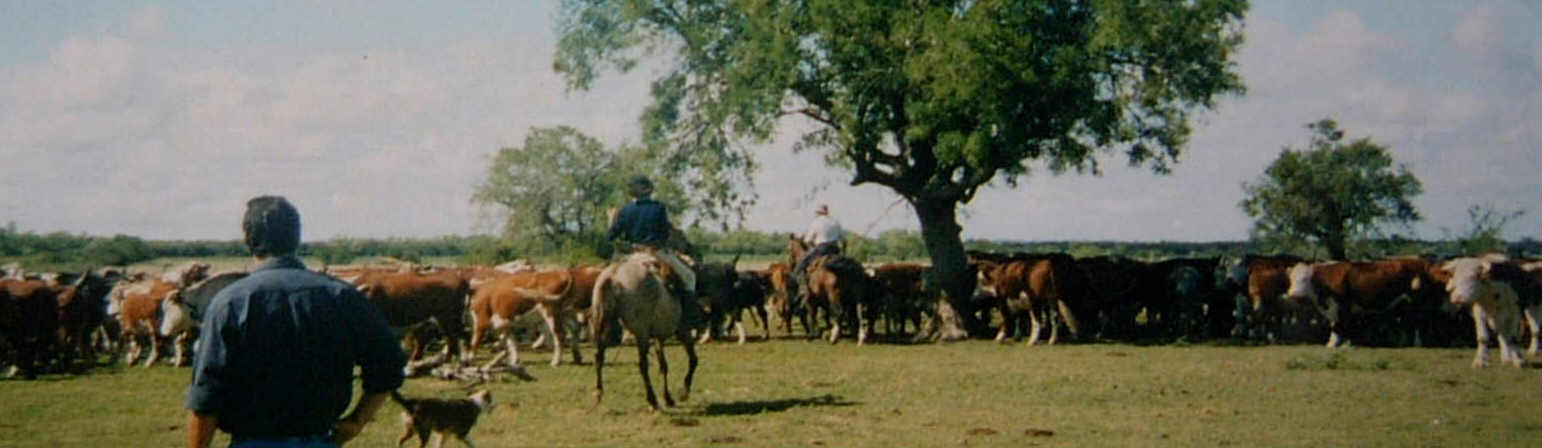
Trabalho com gado em uma estância.

## História
Desde a chegada dos exploradores europeus, estes foram recompensados por parte dos reis de Castela - e não por parte do reino de Castela, pois as Bulas Alexandrinas determinavam que as terras nas Índias Ocidentais eram propriedades realengas - com encomiendas de índios e concessões de terras. Com elas, foram agraciados: os acompanhantes de Juan Núñez de Prado em sua entrada no noroeste argentino, culminando na fundação de Santiago del Estero; os acompanhantes de Pedro de Mendoza, após a fundação de Assunção; os acompanhantes de Juan de Garay nas sucessivas fundações de cidades ao longo da bacia do rio da Prata; e os fundadores de cidades no noroeste argentino. As concessões de terras podiam se basear na agricultura, sendo chamadas de chácaras, ou se basear na pecuária, sendo chamadas de estâncias. As chácaras e estâncias costumavam ser divididas entre si por cursos d'água, para evitar que o gado das estâncias pisoteasse as plantações das chácaras.
Essas estâncias de grandes dimensões, transmitidas de pai para filho, deram origem a uma aristocracia crioula latifundiária no noroeste argentino, como é o caso das famílias santiaguenhas da chamada "nobreza choyana" de San Pedro de Choya, como os Espeches e os Gómez. Mais próximo ao litoral, também se estabeleceram latifúndios, como no caso da província de Santa Fé, com famílias como os Echagüe y Andía, os Fernández Montiel, os Arias Montiel, os Vera Mujica e os Maciel.
Na hoje província de Buenos Aires, as estâncias se mantiveram concentradas nas margens dos rios Paraná e da Prata. Como o Governo do Rio da Prata e do Paraguay entregue a Pedro de Mendoza se estendia desde o oceano Pacífico até o oceano Atlântico e era limitado ao sul pelo paralelo 35, as estâncias dos primeiros povoadores europeus de Buenos Aires não ultrapassaram esse paralelo.
Ao sul desse paralelo, habitavam os tehuelches. Também se localizaria, nessa região, a mítica Cidade dos Césares. Essa região foi entregue ao comando do nobre galego-português Simón de Alcazaba y Sotomayor.
O avanço dos mapuches sobre o território tehuelche, no entanto, pôs os mapuches em confronto com os castelhanos. Estes criaram, então, uma linha defensiva de fortalezas, como o forte de Chascomús (por volta de 1779), origem da atual cidade de Chascomús, já ao sul do paralelo 35. Na época, a região já possuía  estâncias onde habitavam populações sedentárias pioneiras em meio à imensidão dos Pampas.

### No Rio Grande do Sul
Já no Rio Grande do Sul, a estância foi criada pelo padre jesuíta Cristóbal de Mendoza Orellana quando, em 1634, preocupado com a fome que assolava as missões, trouxe, da Argentina, mil cabeças de gado bovino. Este gado foi distribuído em "estâncias", sendo que algumas delas ficavam distantes das missões. Por essa razão, os índios foram treinados para andar a cavalo, e passaram a ser chamados de "vaqueiros".

## Descrição
A estância tradicional no Sul do Brasil é formada pela casa, onde moram o proprietário (ou patrão) e sua família; pelo galpão (ou galpões), onde vivem os peões e que é um reduto exclusivamente masculino; a casa do capataz, onde este vive com sua família; o potreiro; os currais, para encerrar o gado; o piquete; e as invernadas, onde o gado é cuidado. As hortas e lavouras não são muito comuns, ou pelo menos, não são muito grandes, pois a preferência do gaúcho está na criação de gado.